# 추억 만들기
《추억 만들기》는 문화방송 특집드라마이다.

## 제작진
- 극본 : 유호
- 연출 : 정문수

## 출연진
- 고두심
- 김무생
- 나문희
- 맹상훈
- 이정길
- 전운
- 최상훈